# Lomaria fraxinifolia
Lomaria fraxinifolia là một loài dương xỉ trong họ Blechnaceae. Loài này được Raddi mô tả khoa học đầu tiên năm 1825.
Danh pháp khoa học của loài này chưa được làm sáng tỏ.